# Sunset (film)
Sunset is een Amerikaanse film uit 1988, geproduceerd door TriStar Pictures. Hoofdrollen worden vertolkt door Bruce Willis, Tom Mix en James Garner. De film is gebaseerd op het gelijknamige boek van Rod Amateau. Hoewel Willis groots werd aangekondigd op de filmposter, heeft in praktijk Garner de meeste schermtijd van de hoofdrolspelers.

## Verhaal
De film speelt in het Hollywood van de late jaren 20 van de 20e eeuw, tijdens de laatste dagen van de overstap op geluidsfilms. Alfie Alperin, een filmproducer en hoofd van een eigen filmstudio, wil een grote Westernfilm maken over Wyatt Earp. Tom Mix wordt gecast voor de rol van de hoofdrol, terwijl de echte Earp bij de productie aanwezig is als technisch adviseur.
Voordat de opnames kunnen beginnen, raken Earp en Mix echter betrokken bij een moord, prostitutie en corruptie. Samen proberen ze de vermiste zoon van Earps oude vriendin Christina terug te vinden. Zij is nu getrouwd met Alperin en die laatste is niet gediend van Earps onderzoek. Al snel komt Earp achter zijn ware aard.

## Rolverdeling
| Acteur            | Personage         |
| ----------------- | ----------------- |
| Bruce Willis      | Tom Mix           |
| James Garner      | Wyatt Earp        |
| Malcolm McDowell  | Alfie Alperin     |
| Mariel Hemingway  | Cheryl King       |
| Kathleen Quinlan  | Nancy Shoemaker   |
| Jennifer Edwards  | Victoria Alperin  |
| Patricia Hodge    | Christina Alperin |
| Richard Bradford  | Capt. Blackworth  |
| M. Emmet Walsh    | Chief Dibner      |
| Joe Dallesandro   | Dutch Kieffer     |
| Andreas Katsulas  | Arthur            |
| Dann Florek       | Marty Goldberg    |
| Bill Marcus       | Hal Flynn         |
| Michael C. Gwynne | Mooch             |
| Dermot Mulroney   | Michael Alperin   |
| John Fountain     | John Gilbert      |

## Prijzen en nominaties
| Jaar | Prijs                                                    | Genomineerde(n)  | Uitslag     |
| ---- | -------------------------------------------------------- | ---------------- | ----------- |
| 1988 | Golden Raspberry Award voor slechtste regisseur          | Blake Edwards    | Gewonnen    |
| 1988 | Golden Raspberry Award voor slechtste vrouwelijke bijrol | Mariel Hemingway | Genomineerd |
| 1989 | Academy Award voor beste kostuumontwerp                  | Patricia Norris  | Genomineerd |